# Pyrrhia purpurites
Pyrrhia purpurites là một loài bướm đêm trong họ Noctuidae.